# Toliaranella mahnerti
Espèce
Toliaranella mahnerti est une espèce de pseudoscorpions de la famille des Feaellidae.

## Distribution
Cette espèce est endémique de la région Atsimo-Andrefana à Madagascar. Elle se rencontre vers l'Onilahy et le Fiherenana.

## Description
Le mâle holotype mesure 1,77 mm et la femelle paratype 2,34 mm, les mâles mesurent de 1,64 à 1,88 mm et les femelles de 2,04 à 2,54 mm.

## Systématique et taxinomie
Cette espèce a été décrite par Lorenz, Loria, Harvey et Harms en 2022.

## Étymologie
Cette espèce est nommée en l'honneur de Volker Mahnert.

## Publication originale
- Lorenz, Loria, Harvey & Harms, 2022 : « The Hercules pseudoscorpions from Madagascar: A systematic study of Feaellidae (Pseudoscorpiones: Feaelloidea) highlights regional endemism and diversity in one of the “hottest” biodiversity hotspots. » Arthropod Systematics & Phylogeny, vol. 80, p. 649-691.